# Cindy Nelson
Cynthia Lee »Cindy« Nelson, ameriška alpska smučarka, * 19. avgust 1955, Lutsen, Minnesota.
Trikrat je nastopila na olimpijskih igrah in leta 1976 osvojila bronasto medaljo v smuku, tekma je štela tudi za svetovno prvenstvo, na katerih je osvojila še srebrni medalji v neolimpijski kombinaciji leta 1980 in smuku leta 1982. V svetovnem pokalu je tekmovala dvanajst sezon med letoma 1974 in 1985 ter dosegla šest zmag in še sedemnajst uvrstitev na stopničke. Najboljšo uvrstitev v skupnem seštevku svetovnega pokala je dosegla s četrtim mestom leta 1979, leta 1978 je bila druga v smukaškem seštevku, leta 1983 druga v veleslalomskem seštevku, trikrat je bila tudi tretja v kombinacijskem seštevku.